# Frances Trollope
Frances Trollope (nata Milton; Stapleton, 10 marzo 1780 – Firenze, 6 ottobre 1863) è stata una scrittrice inglese, osteggiata dalla critica letteraria vittoriana, che la indicava con il vezzegiativo dispregiativo di Fanny, e madre dell'altrettanto celebre scrittore Anthony Trollope.

## Biografia
Nata a Stapleton, Bristol, Frances sposò nel 1809 l'avvocato Thomas A. Trollope, che cadde presto in gravi difficoltà economiche portando la famiglia alla rovina. Nel 1827, per fronteggiare la situazione economica, Frances si trasferì negli Stati Uniti per partecipare ad una comunità utopista che ebbe scarsi esiti.
Dopo aver abbandonato la comune Frances si trasferì a Cincinnati, in Ohio, dove cercò di vivere facendo i lavori più disparati, e dove conobbe lo scultore statunitense Hiram Powers che incoraggiò a creare la rappresentazione in cera della Divina Commedia di Dante.
Di ritorno in Inghilterra, si dedicò alla pubblicazione del suo scritto Domestic Manners of the Americans (1832), nel quale costruì una critica alquanto impietosa della società americana. Secondo i critici che si innalzarono a difensori della cultura statunitense e della schiavitù, le critiche della Trollope non facevano altro che riflettere il punto di vista alquanto distorto in voga nelle classi elevate della società vittoriana. 
La Trollope dal canto suo, professò sempre di essere stata una semplice testimone delle follie a cui aveva assistito durante il suo soggiorno negli Stati Uniti.
Scriverà la Trollope in maniera molto decisa:
Frances Trollope pubblicò nello stesso periodo anche un romanzo, The Refugee in America, che seguiva gli stessi toni dell'opera precedente.
Dopo il secondo romanzo, The Abbess, Frances Trollope scrisse Belgium and Western Germany, pubblicando in successione altre opere sulla cultura europea sulla stessa falsariga, come Paris and the Parisians e Vienna and the Austrians.
La Trollope fu anche autrice di opere di critica sociale, ed il suo  Michael Armstrong: Factory Boy del 1840, fu il primo romanzo di denuncia sulle conseguenze sociali della Rivoluzione Industriale pubblicato in Inghilterra e dove si denuncia la pratica dell'uso di minori nelle fabbriche. A questo primo romanzo di denuncia seguirono Jonathan Jefferson Whitlaw, opera contro la pratica dello schiavismo, e The Vicar of Wrexhill sulla corruzione della casta ecclesiastica in Inghilterra.
La sua opera più celebre fu la trilogia di romanzi della vedova Barnaby, e la sua abitudine di scrivere romanzi concatenati in serie venne poi ereditata da suo figlio Anthony.
Frances Trollope scrisse più di cento opere, molte delle quali miscellanee sugli argomenti più disparati, dimostrando un acuto senso d'osservazione e una forte grinta di toni. Trascorse i suoi ultimi venti anni di vita a Firenze dove morì nel 1863. Fu sepolta nel Cimitero detto 'degli Inglesi' in Piazzale Donatello accanto alla nuora Theodosia Trollope.

## Opere
- Le maniere degli americani (titolo originale: Domestic of the Americans), Traduzione di Valentina Rossini Rowland, curato da Andrea Mantelli, La Torre dei Venti 2020.
- La vedova Barnaby (titolo originale: The Widow Barnaby), traduzione e cura di Massimo Ferraris, Elliot, Roma, 2021.